# Børns Voksenvenner
Børns Voksenvenner en landsdækkende frivillig forening, der skaber venskaber mellem børn med spinkle voksennetværk eller få tætte voksenrelationer og frivillige voksne med tid og overskud til at gøre en forskel for et barn. Børns Voksenvenner skaber venskaber for børn og unge i flere aldersgrupper: Voksenvenner for børn i alderen 6-12 år, storebrødre og storesøster for børn i alderen 11-15 år og familievenner for familier med børn i alderen 0-6 år. Foreningens hovedindsats er tilbuddet om voksenvenner.
Venskaberne dannes på baggrund af en systematisk og grundig proces, som varetages af foreningens uddannede matchere og blandt andet indeholder telefoninterviews og hjemmebesøg hos både voksenvenner og forældre til børn, der ønsker en voksenven. Alle voksenvenner skal fremvise en ren børne- og straffeattest og desuden deltage på et obligatorisk kursus hos Børns Voksenvenner, hvor de bliver klædt på til opgaven, før de kan blive godkendt. Det første år deltager voksenvennerne desuden i obligatoriske netværksmøder med andre voksenvenner. 
Børns Voksenvenners vision at gøre en positiv langvarig forskel for børn og unge med spinkle voksennetværk. Foreningen blev etableret i 1990 af socialrådgiver Gerd Augsburg efter inspiration fra den amerikanske organisation Big Brothers Big Sisters of America.
Foreningen baserer sig på medlemmer, frivillige og lokalforeninger. De mange lokalforeninger får sparring og støtte fra områdekontorer og landssekretariatet. Børns Voksenvenner er en ikke-politisk forening uafhængig af religion, økonomiske interesser og offentlige myndigheder. 
Børns Voksenvenner støttes blandt andet af Socialministeriet, midler fra Danske Spils tips- og lottopulje, samt en række fonde såsom Nordeafonden, Tuborgfondet og Trygfonden.

## Fodnoter
1. ↑  "Arkiveret kopi". Arkiveret fra originalen 9. august 2020. Hentet 29. april 2020.